# ایندیالانتیک (فلوریدا)
ایندیالانتیک (به انگلیسی: Indialantic) شهرکی در شهرستان بریوارد ایالت فلوریدا است که در سال ۱۹۵۲ بنیان‌گذاری شده‌است. این شهرک طبق سرشماری سال ۲۰۱۰ میلادی، ۳٬۰۰۳ نفر جمعیت داشته و مساحت آن نیز ۳٫۲ کیلومتر مربع است.